# Темні коридори (фільм)
«Темні коридори» (англ. Down a Dark Hall, іноді «Далі по коридору») — американський містичний трилер 2018 року режисера Родріго Кортеса. Екранізація однойменного роману Лоїс Дункан. Головні ролі виконали Анна-Софія Робб та Ума Турман.

## Сюжет
Кіт Горді — важкий підліток, яка за своє коротке життя встигла накоїти безліч поганих справ. Їй загрожує тюремне ув'язнення, але вона приймає альтернативне покарання і вирушає на навчання до закритого пансіонату для дівчат. Тут панують суворі правила, але вони анітрохи не лякають Кетрін. Директорка навчального закладу мадам Дюре є дуже таємничою особою, яка намагається витягнути назовні приховані таланти своїх учениць. Але найбільше дівчаток лякають дивні речі, що відбуваються в забороненому для відвідувань корпусі. Ночами вони постійно чують крики, які наводять їх на думку про існування надприродних сил. Кетрін вирішує розібратися у тому, що там відбувається.

## У ролях
| Актор            | Роль               |
| ---------------- | ------------------ |
| Анна-Софія Робб  | Кетрін 'Кіт' Горді |
| Ума Турман       | мадам Сімон Дюре   |
| Вікторія Моролес | Вероніка           |
| Ноа Сілвер       | Жюль               |
| Ізабель Фюрман   | Іззі               |
| Тейлор Расселл   | Ешлі               |
| Розі Дей         | Сьєрра             |
| Ребекка Фронт    | місс Олонські      |
| Джоді Мей        | Гізер Сінклер      |
| Піп Торренс      | професор Фарлі     |
| Кірсті Мітчелл   | Джині              |
| Джим Стерджен    | Дейв               |